# سیاست در یمن
سیاست در یمن به دلیل به قدرت رسیدن حوثی‌ها در وضعیت نامشخصی قرار دارد. از سال ۲۰۱۴، شبه‌نظامیان حوثی، کنترل پایتخت و شمال یمن را در دست دارند. این گروه، اعلام کرد که پارلمان را منحل و همچنین یک «شورای ریاست‌جمهوری»، «شورای ملی انتقالی» و «شورای عالی انقلاب» را برای اداره کشور برای یک دوره موقت، تأسیس کرده است. با این حال، رئیس‌جمهور مخلوع، عبدربه منصور هادی، اعلام کرد که هنوز در قدرت بوده و برای ایجاد یک دولت در تبعید در عدن، تلاش می‌کند.
پیش از تصرف یمن توسط حوثی‌ها، سیاست در یمن، ظاهراً در چارچوب یک جمهوری دموکراتیک نیابتی نیمه‌ریاستی جریان داشت. رئیس‌جمهور یمن که با رأی عمومی از بین حداقل دو نامزد مورد تأیید پارلمان، انتخاب می‌شود، رئیس کشور و نخست‌وزیر یمن که توسط رئیس‌جمهور، منصوب می‌شود، رئیس دولت است. اگرچه دولت یمن، از نظر مفهومی، یک نظام چندحزبی است، اما در واقع، کاملاً تحت سلطه یک حزب، کنگره عمومی خلق، است و از زمان اتحاد نیز چنین بوده است. قوه مجریه توسط رئیس‌جمهور و دولت، مدیریت می‌شود. قوه مقننه، هم به حکومت و هم به مجلس نمایندگان، واگذار شده است. قوه قضائیه از لحاظ تئوری مستقل است، اما در واقعیت، مستعد دخالت قوه مجریه است.
یمن، یک جمهوری با دو مجلس قانونگذاری است. طبق قانون اساسی، یک رئیس‌جمهور منتخب، یک مجلس نمایندگان منتخب با ۳۰۱ کرسی و یک مجلس شورا با ۱۱۱ عضو انتصابی، قدرت را به اشتراک می‌گذارند. دوره ریاست‌جمهوری، ۷ سال و دوره نمایندگی مجلس، ۶ سال است و حق رأی برای افراد بالای ۱۸ سال، عمومی است.